# My Chemical Romance
My Chemical Romance (poznati i kao My Chem i MCR) američki je alternativni rock bend osnovan 2001. godine. Članovi benda su frontmen Gerard Way, gitaristi Ray Toro i Frank Iero te basist Mikey Way.

## O bendu
Bend su osnovali Gerard Way i bivši bubnjar Matt Pelissier otprilike tjedan dana nakon napada 11. rujna 2001. Svjedočenje napadu na Blizance toliko je utjecalo na Gerardov život da ga je odlučio promijeniti i osnovati bend. Pjesma "Skylines and Turnstiles" posvećena je tom napadu. Nedugo nakon toga Ray Toro je pozvan da se pridruži s obzirom na to da tada Way nije mogao u isto vrijeme svirati i pjevati. Mikey Way je predložio ime benda nakon čitanja knjige Irvene Welsh, "Ecstasy: Three Tales Of Chemical Romance". Prve pjesme koje su snimili bile su "Our Lady Of Sorrows" (tada nazvana "Bring More Knives") i "Cubicles", a snimljene su u Pelissierovom potkrovlju. Nakon što je čuo prve demoe, Mikey Way, Gerardov mlađi brat, priključio se sastavu i radi toga je napustio fakultet te naučio svirati bas-gitaru.
My Chemical Romance su tada potpisali s Eyeball Records svirajući sa sastavima Pencey Prep i Thursday. Tu su upoznali Franka Iera, vokala i gitarista Pencey Prepa. Nakon što se Pencey Prep raspao 2001./2002. Frank Iero se priljučio MCR kao gitarist, par dana prije nego što je bend snimio svoj prvijenac, 3 mjeseca nakon osnutka. Album je nazvan I Brought You My Bullets, You Brought Me Your Love, a objavljen je 2002. godine za Eyeball Records.
Krajem 2007. bend je na više koncerata svirao dosad neobjavljenu pjesmu nepoznatog naziva. Fanovi spekuliraju da bi se pjesma mogla zvati 'Stay', ali sastav je odbio potvrditi ime pjesme. Frontmen grupe Gerard Way najavio je da će novi, četvrti po redu studijski album, imati zvuk u stilu punk rocka što bi značilo da se sastav vraća sirovom zvuku s početka karijere. My Chemical Romance su u među vremenu izdali svoju verziju Bob Dylanove pjesme Desolation Row, a gitarist Frank Iero sa svojim projektom Leathermouth izdao žestoki hardcore punk album. 

## Raspad
Dana 22. ožujka 2013. sastav je najavio razlaz na njihovim službenim stranicama. Priopćenje o razlazu je glasilo:
- Biti dio ove grupe u proteklih 12 godina bio je pravi blagoslov. Bili smo na mjestima za koje nismo ni znali da možemo. Bili smo u mogućnosti vidjeti i doživjeti stvari koje nikada nismo zamislili da je moguće. Dijelili smo pozornicu s ljudima kojima se divimo, ljudima koje volimo gledati i najbolje od svega, s našim prijateljima. I sada, kao i za sve velike stvari, došlo je vrijeme da završe. Hvala za svu vašu potporu i za vaše sudjelovanje u ovoj velikoj avanturi. - My Chemical Romance
Gerard je objavio prošireni tweet na svom profilu dva dana nakon objave na web stranici gdje je potvrdio razlaz grupe te negirao da je svađa bila razlog razlaza.

## Povratak
Bend se ponovno susreo privatno u 2017., te najavio povratak na scenu 31. listopada 2019. Koncert se odvio u Los Angelesu, 20. prosinca 2019., nakon kojeg su najavljeni i koncerti u Australiji, Novom Zelandu i Japanu.

## Diskografija
- 2002. I Brought You My Bullets, You Brought Me Your Love
- 2004. Three Cheers for Sweet Revenge
- 2006. The Black Parade
- 2010. Danger Days: The True Lives of the Fabulous Killjoys

## Vanjske poveznice
- Internetska stranica sastava